# Mallotus brachythyrsus
Mallotus brachythyrsus är en törelväxtart som beskrevs av Elmer Drew Merrill. Mallotus brachythyrsus ingår i släktet Mallotus och familjen törelväxter. Inga underarter finns listade i Catalogue of Life.